# دهستان جواران
جواران از دهستان‌های شهرستان رابُر استان کرمان ایران است.

## روستاها
- بابید علیا
- بابید سفلی (دروید)
- ادوری
- امیراباد
- بنه سوخته
- پده بلندعلیا
- جنگل اباد
- جوی بادام
- دره بافت
- ده ملک
- سنگوییه
- سیربنوئیه
- شیب تل اباد
- فیروز
- کلدان
- کلدانوئیه
- کتک
- گزوییه سفلی
- گزوییه علیا
- مشک ابدان
- میدان
- نیمرودی
- هلیل رود
- کرنگ
- نراب
- توکل اباد
- پدوم اباد
- تیلی نو ئیه
- علی اباد
- ابراهیم اباد
- اسلام اباد/میخانه /
- باغ شریعتی /باغ شاه /
- بنه رازی
- دختک
- زردالوئیه
- سرغشک
- قنات ملک
- قنات گدار/کهنگ گدار/
- کهنوج
- گرینوییه
- محمداباد
- هنجان
- یخمر
- باغ بیدعلیا/باب بیدعلیا/
- دزدان
- زمین انجیر
- کارخانه سنگ شکن
- جواران/مرجان
- چاله
- کلانی
- نصرت آباد
- دره آلو